# Chicken McNuggets
Chicken McNuggets is de merknaam voor de kipnuggets van separatorvlees van kip zoals deze door de fastfoodketen McDonald's worden verkocht. In de Verenigde Staten worden ze sinds 1983 verkocht, later kwamen ze ook beschikbaar op de Europese markt.
Het aantal McNuggets in een portie varieert: in een Happy Meal zit een portie van vier stuks. Daarnaast zijn er porties van 6, 9 en 20 stuks. Als dipsaus kan worden gekozen uit zoetzure, chili-, mosterd-, kerry- en barbecuesaus.
Een portie van zes McNuggets heeft een voedingswaarde van 268 kCal.